# Escallonia polifolia
Escallonia polifolia är en tvåhjärtbladig växtart som beskrevs av William Jackson Hooker. Escallonia polifolia ingår i släktet Escallonia och familjen Escalloniaceae. Inga underarter finns listade i Catalogue of Life.